# Estación Remecó
Remecó es una estación de ferrocarril ubicada en la localidad del mismo nombre, departamento Guatraché, Provincia de La Pampa, Argentina.

## Servicios
Pertenece al Ferrocarril Domingo Faustino Sarmiento en su ramal entre Darregueira y esta estación.
No presta servicios de pasajeros desde 1978, ni tampoco de cargas, sin embargo sus vías están concesionadas a la empresa Ferroexpreso Pampeano.